# Dinaraea planaris
Dinaraea planaris är en skalbaggsart som först beskrevs av Mäklin in Mannerheim 1852.  Dinaraea planaris ingår i släktet Dinaraea och familjen kortvingar. Inga underarter finns listade i Catalogue of Life.